# パペットマペット
パペットマペットは、ウシとカエルの動物2匹からなる日本のお笑いコンビ。通称パペマペ。かわいらしい外見で自虐的なブラックユーモアをこめた掛け合いをネタとしている。
「うしろの黒子が2匹のぬいぐるみを使って漫才をしている」と言われることがあるが、この黒子は時折触れられることはあるものの基本的にはいないことになっている（後述）。

## 来歴
1998年11月3日にうしくんとカエルくんが誕生、コンビを結成する。
1998年12月、ライブデビュー。
2000年、爆笑オンエアバトルでテレビ初出演。同番組には2000年度～2003年度にかけて出演、2002年度には第5回チャンピオン大会に出場（セミファイナルAブロック in 大阪 8位敗退）。
2002年に開催されたR-1ぐらんぷり2002に出場、ファイナリストとなる。
2002年5月、自身初の単独ライブ「LOVE & BEEF」を開催。
2004年4月、自身初の単行本「パペットマペットの4コマショートコント大作戦」が発売。発売後1ヶ月で10万部を突破する。
2019年1月14日、東京都調布市で行われた『平成31年調布市成人式』に出席。新成人と同じ“はたち”をパペットマペットとして迎えたとし、特別招待された。当日は羽織袴姿で壇上にあがりショートコントを披露した。
2019年5月5日、YouTubeチャンネルを開設。2022年10月26日にチャンネル登録者数10万人を達成。
2024年に開催されたM-1グランプリにゴー☆ジャスと共に「レジェンダリー☆レジェンダリー」として出場、2回戦敗退。
所属事務所は、時田301→フリー→パペットマペットプロジェクトを経て、現在はPOP One（個人事務所）である。

## メンバーおよび担当

### カエルくん
- 1998年11月3日生まれ。リーダー。ボケ（自称・噛みつき）担当、立ち位置は向かって右。絶対君主。
- 千葉県佐倉市出身、身長26cm。印旛沼出身であるがカミツキガメなど外来種の繁殖により帰省は危険だという。
- ショートコント「トイレ」で卵を産むシーンがあったため「カエルくん女の子説」なるものが存在していた。しかし、自身のYouTubeチャンネル（2021年11月10日の配信内）にて、産卵は演技でありカエルくんは男の子だということが明言されている。
- パペットマペットの頭脳、ネタ作り担当。カエルくんが話した内容をうしくんが筆記するスタイルでネタが作られるが、うしくんの文字が本人でも判読できないほどの悪筆のため、あとで揉める。
- カエルくんの頭にフックのようなものがついており、正式名称は「ぴょいん」という。カエルくんの弱点[4]で引っ張ると脳が出るらしい。公式ブログなどでは飼い猫に引っ張られている画像が投稿されている[5]。
- よく牛丼や焼肉をネタにしてうしくんをイジる。
- ゲーム好きで、ゲームをしている様子がたびたびブログに投稿されているほか、自身のYouTubeチャンネル開設後はゲーム配信も行っている（ゲームをプレイする際はうしくんも強制参加となる）。
- NHK Eテレの『わらたまドッカ〜ン』に出演した際には、その容姿のせいで審査員の子どもたちから「恐竜」コールが巻き起こった。
- 自身のYouTubeチャンネルなどで、カエルくんがお笑い芸人のゴー☆ジャスをイジることがあるが、それは好意の裏返しなのだという（うしくん談）。
- 刀剣乱舞 ONLINEでの推しは膝丸[6]。

### うしくん
- 1998年11月3日生まれ。ツッコミ担当、立ち位置は向かって左。
- 千葉県佐倉市出身、身長27cm（ツノ3cmを含む）。
- うしくんのぴょいんは、ふさふさヘアーなので分かりづらい。
- 黒子曰く「牛利き」。ネタの筆記やサインをする際は、うしくんがペンを咥えて行う。
- 握手はうしくんカエルくんが別々に行う場合と、両者で一度に行う場合、その両方に応じてくれる場合がある。
- メモが苦手で、あとから読んで判読できない文字であったり、省略しすぎてしまい自分でも解読不能になることがある。
- 自身のYouTubeチャンネルで主にトークを担当している。

### 黒子
- うしくんとカエルくんの間に黒子が存在する。しかしコンビという性質上、あくまでも後ろには誰もいないということになっている。共演者（特に芸人）が何気なく黒子を指さして喋った時には、カエルくんが「どこ指差してんだよ！」と厳しくツッコむ。観客相手には「僕らの後ろに黒子的なものが見えた人は、目医者に行くことをお勧めする」という。
  - しかし、「黒子」を意識したネタも存在する[注 1]。『5・6年わかる国語 読み書きのツボ』ではカエルくんが「うしでもカエルでもない部分」と言っていた。
- ネタの最中に服の袖がめくれた際は『身だしなみ』というネタで身なりを整える。
- tvkのテレビ番組『saku saku』に出演した際には、同じパペット系キャラクターの白井ヴィンセントを扱う「黒幕」が自身を隠す気がまったくなく、普通に振る舞っているようすにつられて黒子も防御が甘くなっていた。黒幕から「今日はフワフワ（パペットのこと）率が高いけど、黒幕率も高いですね」と振られ、「まあ、黒幕みたいなのがいたりいなかったり…」と言った。また、同番組のDVD内でジェイソンのお面を被って登場した黒幕が「はいどうも～、黒幕です～」と自己紹介するのを見た黒子は、「あれ見てこの仕事やってるのがばかばかしく思えた」と笑いつつも悲哀を込めて述べている。
- 素顔を隠している、やや声質や話し方が似ているなどの理由から鉄拳と同一人物説が流れたことがある。あばれヌンチャクもこの説をネタとして扱っていたが、実際には番組で共演したことがあり、プライベートでも親交がある。ちなみに鉄拳はのちに素顔を公開している。
- また設楽統（バナナマン）と同一人物説が流れたこともある。
- 素顔は金城武に似ているらしい（田上よしえの爆笑オンエアバトル内での発言。別番組で鉄拳も同じ趣旨の発言をしている）。
- 『踊る!さんま御殿!!』に出演した際には、あまりの緊張で喉が乾き切っていたが、覆面を被っている状態なので水を飲むことができなかった。また、司会の明石家さんまの攻撃に混乱してしまい、あやうく年齢を口にしそうになっていた。
- 今田耕司はテレビ局のトイレに入ると水道（洗面台）のところでぐったりとしているうしくんとカエルくんを発見、なかで長髪のイケメンが用を足しているのを目撃してしまい「見てはアカンものを見てしまった」と咄嗟に考え、気づかれないようにその場をあとにしたという。
- 増田英彦（ますだおかだ）は「素顔を携帯（電話）で撮っていたら、マネージャーに怒られてしまった」と述べている。
- 細木数子が素顔で楽屋挨拶に訪れた黒子を「美男子」と評している。
- 太田光（爆笑問題）が脱腸で入院した際にはお見舞いに行っている。太田によると4日後のお見舞いに上田晋也（くりぃむしちゅー）が訪れ、看護師から「なんか、よく分かんない人が面会に来てます」と言われ対面すると、素顔の黒子だったという。ちなみにお見舞いに来てくれたのはこの2人だけだった[7]。

## 趣味
- ゲーム好きでブログやTwitter（現 X）に投稿された猫の写真の背後や、自身のYouTubeチャンネルなどで、ソフトが積み上げられている様子が確認できる。
- マギアレコード 魔法少女まどか☆マギカ外伝はリリース初日から最終日までプレイした。
  - 上記のことから、魔法少女まどか☆マギカ Magia Exedraのリリース後にはコミックナタリーでインタビュー記事が公開された[8]。
- 刀剣乱舞 ONLINEではレベル248（2023年8月時点）の審神者である。始まりの一振りは加州清光[9]。
- アニメ好きで、放送されているテレビアニメをすべて録画しているという。
- ドラマ「相棒」好きで、再放送もひとまず録画している。
  - 上記の理由から録画機の上限に達するほど録画予約をしていることがある。
- 愛猫家でコンビ結成以降に「ぷりん」「たると」「かりん」という名前の猫と暮らしている。
  - 2003年7月、「ぷりん」を迎える[注 2]。
  - 2020年1月8日、ブログとTwitter（現 X）で「ぷりん」が亡くなったことを報告した[10]。
  - 2021年5月30日、ブログとTwitter（現 X）で引き取り手のない子猫を見に行く機会があり、一匹の子猫を引き取ったことを報告[11]。のちに「かりん」と命名[12]。
  - 2025年5月2日、ブログとXで「たると」が亡くなったことを報告した[13]。

## エピソード
- 2000年に、あばれヌンチャク、快児、ちむりんとユニット『免疫魔神』を組んで公演を行っていた。
  - 10年後の2010年、当時のメンバーが再集結して復活公演（8月6日 - 8月8日、東京都新宿・タイニイアリス）を行う。
  - 解散後のあばれヌンチャクの2人と飲みに行った際、スクラッチくじで桜塚やっくんはお会計の半額クーポン、パペットマペットはワイン（ボトル1本）が当たった。竹内幸輔はハズレだったという[注 3]。
- うしくんとカエルくんの入浴は全自動洗濯機である。洗剤はニュービーズで、これが目に染みるらしい。全身を乾かす際にぴょいんが非常に役立つ。
- 所々が剥がれていたりボロボロだったうしくんとカエルくんの体が、2004年8月頃に突然きれいになった。本人たちは「脱皮した」と語っている。また、2007年初頭頃にうしくんの口元が汚れていたが同年8月頃に再度「脱皮した」とのこと。カエルくんも共に脱皮。
  - 脱皮前（コンビ結成当初）のうしくんとカエルくんはトイザらスで販売されていたMighty Star社のPlay Talkin'というシリーズのもので、現在は製造中止となっている。
- 当初芸名は「パペットマン」にする予定だったが、コンピュータRPG『ドラゴンクエストシリーズ』に同名のモンスターが登場することから現在の芸名になる。
  - 『ドラゴンクエストVIII 空と海と大地と呪われし姫君』においては彼らをモチーフとしたモンスター「パペットこぞう、マペットマン、ドールマスター」が登場している[注 4]。リニューアル前の当コンビ事務所のホームページに、うしくんとカエルくんの下にスライムが掲載されていたことがある。
  - カードゲーム『デュエル・マスターズ』には、顔に覆面をつけ両手に（うしとカエルではない）人形をつけた藁人形がモチーフの「恐劇人形ワラニン」というクリーチャーが登場する。
- 陣内智則のコント「羊が一匹…」の中で登場することがある（「羊が十匹、カエルが一匹、うしくん一匹、パペットマペット」というネタ）。
- 以前は東京のお笑いインディーズ事務所「時田301」に所属していたが、その後はプロダクションに所属していない（POP Oneは個人事務所）。あの格好でネタを披露していたら面白いということで人気が出だし、とうとう自分一人では仕事の処理ができなくなったためマネージャーをつけた（当時テレビ大阪が制作していた『きらきらアフロ』の番組内で笑福亭鶴瓶が語っていた）。2024年時点では地方営業などでの活動も行っているが、活動形態の特殊性からスケジュールや営業内容が事前に発信されることはない。
- 以前は定期的にタイタンライブにゲスト出演していた[14]。
- ワニブックスの月刊誌Comic Gumで連載されていた「足洗邸の住人たち」（著 みなぎ得一）には彼らをモチーフにしたキャラクター「レニ・ヌーデハーゲン」が登場する[注 5]。
- 放送されているTVアニメを全て録画して見ている。2022年4月「from ARGONAVIS」とのコラボ動画を公開した際には、「普段は（録画用ハードディスクの容量がいっぱいになってしまうため）見た番組は削除してしまうが、『アルゴナビス』は偶然にも削除していなかったことから、縁を感じた」と配信上で語った。
- 2024年1月、おいでやす小田のYouTubeチャンネルに出演した千原ジュニアが「一番幸せだと思う」芸人として、パペットマペットの名前をあげた。理由として「やりたいことをやって、顔も指されへんし、営業もある。いろんな人に認知されても、普段は平穏に暮らせて。自分を突き通して、自分だけを信じて。すごい」と語った[15]。
- 『逮捕』というタイトルの持ちネタがある[注 6]ことから、パペットマペットを検索エンジンで調べる際サジェスト機能に『パペットマペット 逮捕』と表示されることがある。パペットマペットもこれを把握しており、自身のYouTubeチャンネルで困惑気味に語っている。

### 出演番組より
- 『R-1ぐらんぷり2002』に出場し、決勝に進出。決勝では大爆笑を浴び、持ち時間4分のところを7分半もネタを行ってしまう[注 7]。
- お笑いコンビであるにも関わらず、なぜだかR-1ぐらんぷりに出場することはできたが、M-1グランプリに出場することができなかった。うしくん曰く「（うしとカエルのコンビなので）M-1に出場申請したら事務局から『お前はR-1だろ』と言われてしまった」とのことだったが、2024年にピン芸人のゴー☆ジャスとユニット『レジェンダリー☆レジェンダリー』を組み、念願のM-1グランプリに出場することができた。
- 『爆笑問題のバク天』など、テレビや配信番組に出演する際には自身が映っているか否かに関わらず、うしくんとカエルくんは拍手をしたり小首をかしげたりとリアクションを怠らない。
- 歌唱に関して
  - 極度の音痴を自称しておりテレビで歌う仕事は断っていた。しかし『めちゃ×2イケてるッ!』の『お笑い芸人歌がへたな王座決定戦スペシャル』の第4回（2010年1月9日）放送でキャロルの「ファンキー・モンキー・ベイビー」を披露。設定上、うしくんとカエルくんが歌っていることになっているためスタンドマイクも2人の位置に設置されていたが、カメラでは黒子の血走った目がクローズアップされた。歌唱後には設定を諦め、腕組みや腰に手をあててインタビューに答えた。審査員のmisonoや、司会の岡村隆史（ナインティナイン）などに「パペットマペットは素顔を公開していないから、この収録が終わってテレビ局を後にする時も恥ずかしがる必要がないが、その場合、間違ってもカバンからうしくん・カエルくんを出せない」と言われていた。
  - 逆に、2005年春の『お笑い芸人歌がうまい王座決定戦スペシャル』の第1回にも出場したことがある。CHAGE and ASKAの「YAH YAH YAH」を披露して惨敗を喫した。また、同年春の『ものまね紅白歌合戦』にも出場している。
- 子どもの頃の写真について
  - 『爆笑問題のバク天!』のコーナーで出演芸人の子供時代を特集した際に、赤ちゃんの姿のうしくんとカエルくんの人形を登場させ、律儀に子供時代の写真を披露した鉄拳から顰蹙を買った。
  - 『わらたまドッカ～ン』出演の際は子供の頃の写真が紹介されるが、『爆笑オンエアバトル』出演した際の静止画が使用されている。
- 食レポに対して非常に消極的である
  - 日本テレビ『ティンティンTOWN!』の「スイーツじぞぽん!ゲラゲラ茶屋」にて、出演者の辻希美と加護亜依を笑わせ、スイーツを試食する権利を獲得するも「大人の事情で食べれない」という理由から、MCの日本テレビアナウンサー町田浩徳に試食を譲ってしまう。
  - 『爆笑問題のバク天!』の料理企画では、インパルスやライセンスに諭され、覆面の口元だけを取られて無理やり食レポをさせられたことがある。
- 覆面の取り扱いについて
  - 『爆笑問題のバク天!』最終回において、スタジオに送るメッセージVTRの中でインパルスやライセンスに黒子の覆面を脱がされたことがある。その際、黒子は「お前ら（芸人メンバー）何回も見てるだろ!!」と芸風上の設定を無視して激怒していた。放送上は編集により『バク天』のキャラクターの絵が被せられていたので素顔は映っていない。
  - 『爆笑オンエアバトル』のサマースペシャルに出演した際にも、ほかの出演者に覆面を脱がされそうになったことがあるが、その際には脱がされないよう、うしくんとカエルくんが必死に覆面を押さえていた。
  - TBS『ズバリ言うわよ!』に出演した際には、細木数子が「黒頭巾を取りなさい! 失礼よ!」「イケメンだもん」と言い放ち、黒子を大いに困惑させた。2024年、三四郎のオールナイトニッポン0に出演したレイザーラモンHGが当時の様子を語っている[16]。
- 『エンタの神様』において
  - 「パペマペX」として出演。カエルくんがうしくん以外のキャラクターとコンビを組んでネタを披露する。ブリッジは「パペット○○ット」で○○にはうしくんが変装したキャラクター名が入る。
  - オチは決まって相方の正体に気づいたカエルくんが「…お前さては!!」と相方に噛みついて変装を解くというもの。うしくんが姿を現すと、すかさずカエルくんが「うしくんっ!!!」 とツッコミを入れて、うしくんが絶句するという流れで、最後のみパペットマペットを名乗る。
  - 当初、別の動物に変装することが多かったうしくんだが、2006年12月2日放送分では雪女に、2007年6月23日放送分では魔女に変装している。

### YouTubeチャンネルより
- 2019年5月5日、YouTubeチャンネルを開設。元来の人気もあり登録者数は数日で1万人を超えた。2022年10月26日には配信中に登録者数10万人を達成した。
- リスナー名は「げみ」とされている。これはパペットマペットが、イベントなどに親身な差し入れをしてくれるファンのことを慕って「母君」と呼んだことが始まりなのだが、噛んでしまったことで「母げみ」となり、さらに省略したことで「げみ」となった。この呼称はPOP UP STORE開催時にムービックの公式宣伝アカウントでも使用された[17]。
- 黒子が「パペさん」と呼称される場合がある。この呼称はゴー☆ジャスも使用している。
- 特殊な活動形態から、パペットマペット、マネージャー、モデレーターを含めて「秘密結社」を名乗る場合がある。
- 親交があり活動形態が似ていることから、鉄拳、パペットマペット、ゴー☆ジャスを含めて「フシンジャーズ（不審+アベンジャーズ）」と名乗る場合がある。
- あつまれ どうぶつの森において、イラストレーターで漫画家のカナヘイとフレンドになっている。
- 2020年6月20日発売、あつまれ どうぶつの森を特集したスイッチ・パブリッシングの「SWITCH Vol.38 No.7（2020年7月号）」では、インタビュー記事が29ページに掲載[18]。語呂合わせで「にく」のページであることから、配信内で主にカエルくんが喜んでいた。
- 基本的に配信は不定期だが、うしくんを意識した語呂合わせ（にく、ミートなど）の日に配信を行うことが多い[注 8]。また9月25日[注 9]、うしくんカエルくんの誕生日でコンビ結成日である11月3日、愛猫の誕生日などに行う。
- 配信内容はゲーム、雑談など。まれにテレビに出演する際の装備でカメラ配信を行う場合もある。
- ゲーム配信について。チャンネル開設当初は2時間を1枠として（延長する際は枠を変えて）行っていたが、以降は枠の変更をせず毎時29分[注 10]を区切りとして行う場合が多い。
- YouTubeチャンネル開設記念日（5月5日前後）に24時間配信を行っている[注 11]。

## イベント
2024年9月10日～10月4日まで、アニメイトカフェスタンドHareza池袋店にて「喫茶パペットマペット in animate cafe」が開催された。
2024年9月～2025年3月にかけて、全国のマルイにてポップアップストアを開催された。
東京・新宿での最終日（2024年9月29日）にはパペットマペットが来店、ポップアップストア商品の「昆布でぺちぺちタオル」を使ってカエルくんがお客様をぺちぺちしてくれる「リアルこんぺち会」も実施された。
ルミネエスト新宿、ルクア大阪での追加開催が発表された。
- 東京（新宿マルイアネックス）2024年9月21日 - 29日
- 滋賀（ピエリ守山）2024年11月15日 - 17日
- 群馬（スマーク伊勢崎）2024年12月20日 - 22日
- 神奈川（マルイシティ横浜）2025年1月10日 - 26日
- 東京（ルミネエスト新宿）2025年2月7日 - 3月2日【追加開催】
- 大阪（なんばマルイ）2025年2月21日 - 3月2日
- 大阪（ルクア大阪）2025日3月7日 - 20日【追加開催】
- 福岡（博多マルイ）2025年3月21日 - 30日

## 出演番組
地上波（キー局とNHK総合）の出典
- 爆笑オンエアバトル（2000年 - 2004年ほか、NHK総合）戦績13勝8敗 最高465KB
  - オーバー500及びトップ通過の経験なしでチャンピオン大会に出場した経験がある。これは歴代でも5組（ほかに、エレファントジョン、チーモンチョーチュウ、バナナマン、星野卓也）のみ[注 12]であるが、この中で自己最高KBが最も低いという記録を持っている。
  - 第5回チャンピオン大会、セミファイナル8位敗退。
  - サマースペシャルには（2000年8月5日・2002年8月17日・2003年8月1日）3度、ウインタースペシャルには（2003年1月4日）1度出演。
  - 2008年5月15日放送、オンバトヒーローズのコーナーに登場。
  - 2019年3月23日放送、20年SPECIALで審査員を務めた。
- R-1ぐらんぷり2002（2002年10月14日、関西テレビ） - ファイナリスト ※第1回大会は審査員の話し合いで優勝者を決定、優勝者以外の順位は発表されなかった。
- エンタの神様（2003年7月5日 - 日本テレビ） - 不定期出演
  - パペマペXとして出演。うしくんがほかのキャラクターに変装をしている。
  - キャッチコピーは「おとぎの国のブラックメルヘン」。
- 爆笑問題のバク天!（2003年10月 - 2006年3月・2006年9月27日、TBSテレビ） - レギュラー出演
  - 変わった特技を持つペットをランキング形式で紹介するコーナー「バク天ペット」を担当。
- 笑いの金メダル（2004年 - 2006年ABC制作テレビ朝日系列） - 不定期出演
  - 「コラボの金メダル」のコーナーに出演した際には、岡田圭右（ますだおかだ）とパペットマペットオカペットとしてネタを行った。
- 笑点（2003年10月19日・2004年1月1日・2004年11月7日・2005年1月2日、日本テレビ）
- 日曜スタジオパーク（2003年12月7日・2004年2月8日、NHK総合） - ゲスト出演
- 第54回NHK紅白歌合戦（2003年12月31日、NHK総合）
  - 出場したはなわ・テツandトモの応援として当時の爆笑オンエアバトル常連芸人たちとステージに登場。
- ティンティンTOWN!（2003年11月28日・2004年2月20日、日本テレビ）- ゲスト出演
- 新春!爆笑ヒットパレード（2004年1月1日・2006年1月1日・2007年1月1日、フジテレビ）
- 踊る!さんま御殿!!（2004年2月17日、日本テレビ）
- たけしの誰でもピカソ（2004年4月23日・2005年2月11日、テレビ東京）
- saku saku（2004年6月21日ほか、tvk制作）- ゲスト出演
  - 2008年8月までに通算7回出演。
- スパスパ人間学（2004年6月24日）
- 爆笑問題のススメ（2004年7月5日、日本テレビ）- ゲスト出演
  - コンビ結成から自身初の単行本発売までの経歴が紹介された。
- 24時間テレビ（2004年8月21日 - 22日、日本テレビ） - 武道館にてFAX紹介などを担当
  - うしくんとカエルくんの体に合う小さなチャリTシャツが用意された。
- さんまのまんま（2004年9月3日、フジテレビ）
- ライオンのごきげんよう（2004年10月8日、フジテレビ）
- F2-X（2004年10月 - 2005年3月、フジテレビ）- 月曜日「笑う通販」コーナーを担当
  - 後継番組F2スマイル（2005年4月 - 9月）でも継続して担当。
- パペットマペットの2004国際千葉駅伝応援スペシャル（2004年11月14日、フジテレビ） - 単発冠番組
- 笑いがいちばん（2004年11月21日・2005年7月17日・2006年5月21日・2008年6月1日・2010年8月29日、NHK総合）
- パペットマペットのサイエンスでしょ!?（2004年12月 - 2008年9月、tvk制作） - レギュラー冠番組
- カスペ! お笑い芸人 歌がうまい王座決定戦スペシャル（2005年3月1日、フジテレビ）
- 爆笑そっくりものまね紅白歌合戦（2005年4月5日、フジテレビ）
- ズバリ言うわよ!スペシャル（2005年8月9日、TBS）
- 笑っていいとも!2005秋の祭典SP（2005年10月3日、フジテレビ）
- スタジオパークからこんにちは（2005年11月25日、NHK総合） - ゲスト出演
  - 金曜バラエティーの第1部「ピン芸人さんいらっしゃい」に出演。
- お笑いLIVE10!（2006年1月25日、TBS）
- わかる国語 読み書きのツボ（2006年4月 - 2007年3月、NHK教育）- 再放送は2011年度まで行われた
- 薔薇のない花屋（フジテレビ） ※本人は出演していないが、松田翔太にパペットの動きに関する指導をした
  - 登場人物の「汐見 雫」がパペットマペットの大ファンという設定である。
- マリエとパペットマペットのLOVE×LOVE コブラ（2010年1月 - 3月、BS11） - TVアニメ『COBRA THE ANIMATION』内のコーナー。共演はマリエ。
- めちゃ×2イケてるッ!紅白歌へた合戦（2010年1月9日、フジテレビ）-  歌唱曲：キャロル「ファンキー・モンキー・ベイビー」
- シルシルミシルさんデー （2011年12月8日、テレビ朝日）- ゲスト出演
  - 2012年8月4日の傑作選にも出演。
- 中居正広の怪しい噂の集まる図書館（2012年7月31日、テレビ朝日）
- ネプ&ローラの爆笑まとめ!2015（2015年11月28日）
- じっくり聞いタロウ〜スター近況（秘）報告〜（2017年1月26日、テレビ東京）
- わらたまドッカ〜ン（2017年10月16日・2018年5月7日・2018年9月10日・2020年5月18日・2023年6月15日、NHK Eテレ）
  - 対戦形式のお笑い番組。2023年6月15日の放送で4勝を達成、番組内の称号「わらたまマスター」を獲得。
- 出張!お笑いエンジェル（2018年10月15日、NHK BSプレミアム）
- 又吉直樹のヘウレーカ!（2019年1月30日、NHK Eテレ）
- 極上空間（2019年11月16日、BS朝日）
  - 親友の鉄拳と長野県 大町市をドライブ。うしくんとカエルくんはビニール袋を被りうどん作りに挑戦した。
- 有吉の壁（2020年1月5日、日本テレビ）
  - 「令和バージョンアップ選手権」にレジェンド芸人として出演。きつねとダンスコントを披露するも観覧席の芸人の反応はイマイチな上、MCの有吉弘行からは『×』の判定を受けた。後日、自身のYouTubeチャンネルにてリハーサルの際に首を痛めたことを告白している。
- 爆笑問題&霜降り明星のシンパイ賞!!（2020年10月11日、テレビ朝日）
- ねこ自慢（2021年12月8日、BS-TBS）
  - 『パペットマペット家に子猫が来た』と題して、主に「かりん」との出会いについて語られた[24]。
- ドリーム東西ネタ合戦2022（2022年1月1日、TBS）
  - ハーフタイムショーに出演。
- 主治医が見つかる診療所 （テレビ東京）
  - コロナ禍に危ない!意外な頭痛の原因&体の不思議SP（2022年1月31日）[注 13]
  - 大好評“体の不思議”から“初夏の病”まで大調査SP（2022年4月25日）[25][注 14]
  - 予習復習スペシャル（2022年8月27日）

### インターネット配信番組
- ゴー☆ジャス動画（2019年4月18日ほか、YouTube） - ゲスト出演
  - 芸人ゴー☆ジャスのゲームチャンネル。クロマキー合成用のグリーンバックでカエルくんが透過されてしまった。
- カプコンTV[26]（2019年7月17日・2024年12月20日、YouTube） - ゲスト出演
  - 2024年の出演はゴー☆ジャスと共演。
- とびだせ!ぐーちょきぱーてぃー（2020年12月5日、ひかりTVほか） - スペシャルコラボコーナー[27]
  - ももくろちゃんZの幼児向け知育バラエティー番組。
- ぬいぐるめ[28]（2021年11月29日、YouTube） - ゲスト出演。
  - 「ふかふか仲間ができました!」の回に登場。後日の生配信にも出演。
- ARGONAVIS ch.[29]（2022年4月1日、YouTube） - エイプリルフール企画
  - 「ぱぺごなびす」とのコラボ動画で「ぱぺごなまぺっと」を結成。自身のチャンネルでは「ぱぺろあくしあ」と「ぱぺっとあくしあ」を結成。

## CM・広告
テレビCMに関する出典
- バンダイ「SDガンダムフォース」「SDガンダム・超将軍闘我」プラモげきじょう
- ブルボン「プチBIT」
- 資生堂「uno・ファイバーインEXブリーチ」
  - お笑い芸人がヘアカラーで変身するシリーズ。うしくんが伸ばした髪と尻尾の毛を金髪に染めた。
- 公共広告機構（現：ACジャパン）『広報』うしくんのエイズ検査体験レポート篇
  - うしくんがエイズ検査に行く内容のCM。血液検査の際に、うしくんの根元から伸びた黒子の腕に注射されている。
- パナソニック「ナノケア」（ドライヤー） - ウェブ広告「パペットマペットのナノケア劇場」
- 宮城県選挙管理委員会「2007年参議院議員選挙」投票啓発CM・ポスター[31]
- 鹿児島県定期健康診断CM
- エイサー ウェブ広告「中の人変わった？」
- 財団法人家電製品協会　家電リサイクル啓発ウェブ広告
- サイバーステップ「クレーンゲームアプリトレバ」（2018年8月 - ）[32]
- JR東日本 びゅうトラベル「ダイナミックレールパック」[33]（2019年9月 - ）
- ヤマサ「昆布ぽん酢」WebCM[34]

## ゲーム
- 夢みるぴょんぴょんランド - 博士 役 ※声の出演[35]

## 雑誌
- パペットマペットのこちら珍獣部屋! - 月刊4コマ誌「まんがライフ」（2003年9月号 - 2006年9月号、竹書房）※略称は「こち珍」
  - 2009年、創刊25周年を記念した「まんがライフ11月号」にもゲスト参加した[36]。
- パペマペようちえん うしとカエルの社会科見学 - 雑誌「デジタルTVガイド」（2009年4月号 - 終了時期不明、東京ニュース通信社）  
  - 2012年5月号からは「パペマペしょうがっこう うしとカエルの社会科見学」と改題された。

## 著書
- 『パペットマペットの4コマショートコント大作戦』竹書房刊、2004年5月5日発行、ISBN 978-4812416525
- 『パペットマペットの4コマショートコント大作戦2』竹書房刊、2004年12月9日発行、ISBN 978-4812419212
- 『パペットマペットの4コマショートコント大作戦3』竹書房刊、2005年7月27日発行、ISBN 978-4812422946
- 『パペットマペットのポストカード大作戦』竹書房刊、2005年12月22日発行、ISBN 978-4812425152
- 『パペットマペットのコント THE MOVIE』徳間書店刊、2004年8月発行、ISBN 978-4198618353

## VHS・DVD
出典
- 爆笑オンエアバトル パペットマペット（2004年5月19日発売）
- エンタの神様 ベストセレクション
  - vol.1（2004年12月22日発売）
  - vol.3（2005年2月13日発売）
  - vol.6（2005年5月25日発売）
- パペットマペット単独ライブ～演義～（2005年12月14日発売）
- パペットマペットのサイエンスでしょ!?
  - 第1巻（2006年08月18日発売）
  - 第2巻（2007年08月17日発売）
  - 第3巻	（2008年08月20日発売）
  - ファイナル	（2009年01月21日発売）
- パペットマペットライブact.1『擬態』（2007年9月19日発売）
- パペットマペット活動10周年記念ライブ『牛蛙祭り』（2009年3月18日発売）
  - このライブでは、ファンから贈られた衣装や小道具を使用してネタが行われた。また、リクエストや質問に答えたり、ゲストとのトークを行った。2008年12月27日分を収録。
- パペットマペットライブact.2『井の中の蛙の胃の中の牛』（2011年3月16日発売）
- ゆかいな探偵 パペット & マペット ホンワカ♪ 昆虫大捜査だよ♪（2012年02月22日発売）